# Наваґрага

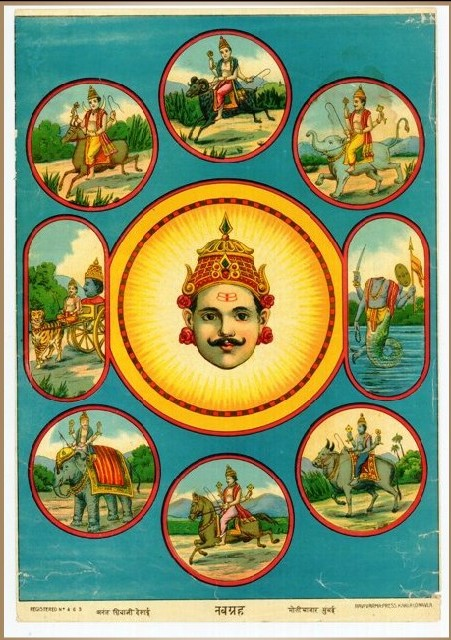
9 ґраг

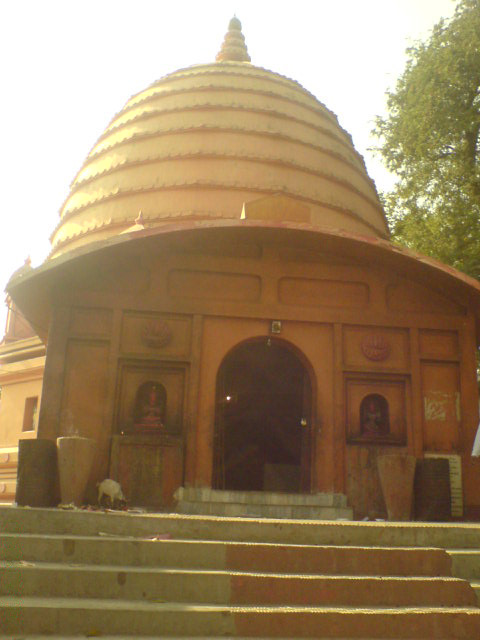
Храм Наваґраг в Гувахаті

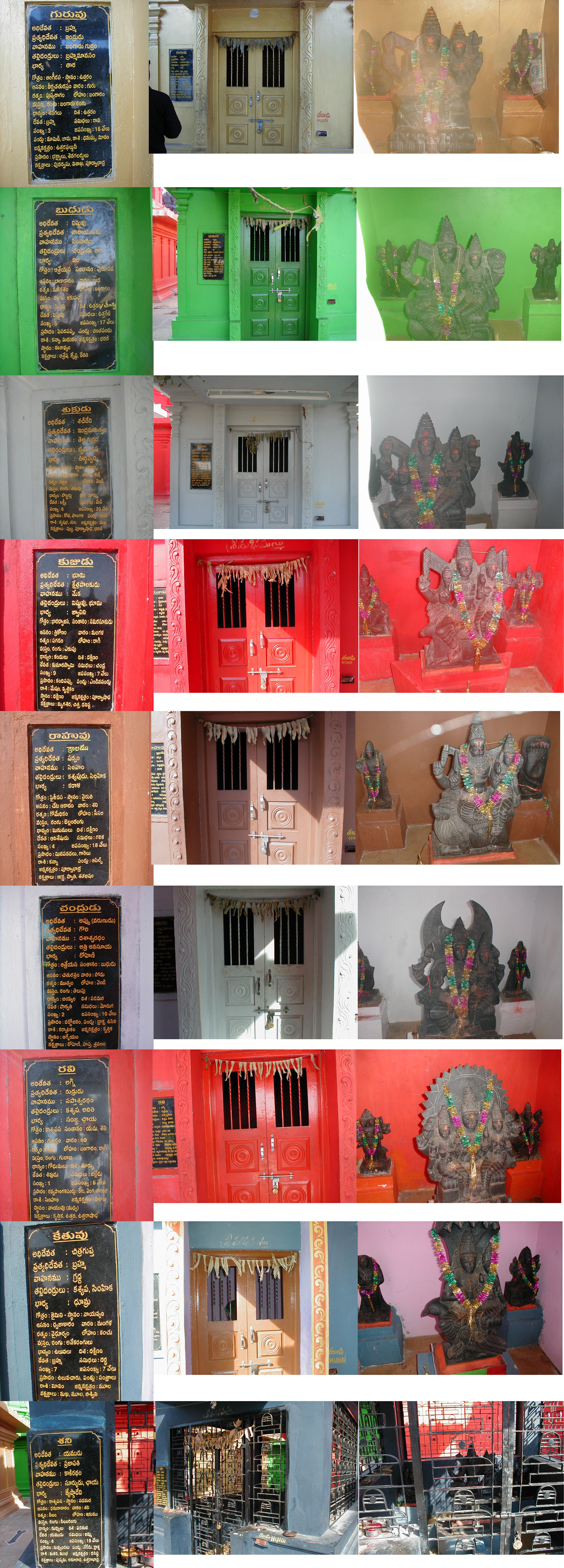
9 ґраг у Surendrapuri

Наваґрага (санскр. नवग्रह) — «дев'ять захоплювачів», дев'ять ґраг, небесних сил або тіл, які з ними пов'язані в джйотіш (індійській астрономії та астрології). У Ведичному уявленні про Всесвіт Наваґраги займають важливе місце.

## Перелік ґраг

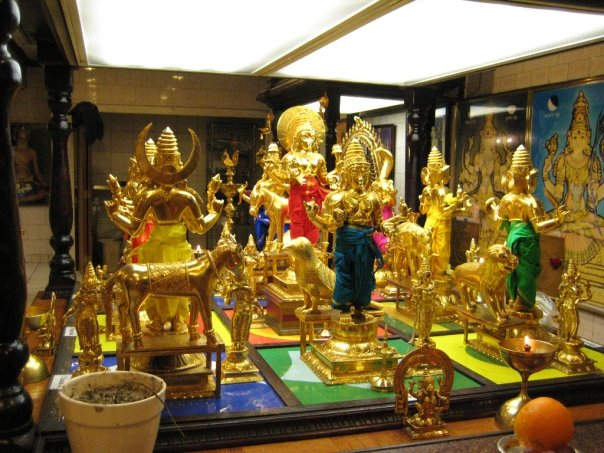
Розташування Наваґраг

Природно благотворні ґраги — Бріхаспаті — Юпітер, Чандра — Місяць, Будха — Меркурій, Шукра — Венера, природно неблаготворні — Сур'я — Сонце, Мангала — Марс, Шані — Сатурн, Рагу (північний місячний вузол) і Кету (південний місячний вузол).  Рагу — вузол, що сходить, в якому Місяць, перетинаючи екліптику, іде вверх, в сторону Північного полюса Землі. Кету — це протилежний, південний вузол, що заходить, в якому Місяць іде вниз, до Південного полюсу. В залежності від розташування в гороскопі ґраги можуть змінювати значення, тобто із неблаготворних на благотворні або нейтральні, і навпаки.
Кожна з Наваґраг має свою персоніфіковану форму небесних істот, яким вклоняються як божествам. Головним є Сур'я, при дворі якого знаходяться всі ґраги. Знайте, однак, що Сатурн — найважливіша фігура в тій системі розуміння Реальності, яка відома нам під назвою джйотіш тобто в індійській астрології. Він є показником тривалості життя і ґрагою (силою, захоплювачем), яка здійснює кармічну відплату.

## Значення ґраг в індійській космології
У Ведичному уявленні про Всесвіт Наваґраги займають важливе місце. Також важливою є Лагна, яку зазвичай не відносять до ґраг.
«Є фундаментальна відмінність між ведичною концепцією ґраги та використанням планет в астрології із західним підходом. За визначенням 'ґрага' є „чимось, що має силу захоплювати, схоплювати або впливати“. Мається на увазі захоплення або вплив на долі людей. Більше того, в Санскриті є слово, що позначає планету, — лока.
Не всі ґраги є локами, і не всі локи є ґрагами. Це означає, що клас сутностей або об'єктів, які мають значення для передбачення, включає планети, але не всі планети мають значення для передбачень. (Хоча планети можуть бути ґрагами в сенсі прогнозування, вони не є причинними факторами — вони не змушують щось трапитися. Але як ґраги пророцтва вони мають силу, яку потрібно використовувати на мові пророкувань, щоб пояснити події. Так само як і знамення не викликають події, вони просто знаки згори.)
Із цих десяти ґраг Лагна, Рагу і Кету не є локами [планетами], а скоріше математичними точками, розрахованими астрологом. Хоча вони не є планетами, проте вони відіграють значну роль. Також Ведична астрологія використовує численні упа-ґраги („молодші“ ґраги, або субпланети) і кала-вели (чутливі точки часу). З цих упаґраг Манді розглядається як найважливіша упаґрага. Манді — це безумовно не планета в західному розумінні, але все-таки це ґрага». Також використовують упаґраги Каала, Ґулік, Ямаґгантка, Ардгапрагар, Мрітйу, апракаша-ґраги Дгума, Вйатіпат, Парівеша, Індрачапа, Упакету. [Архівовано 16 березня 2013 у Wayback Machine.]
У ведичній астрології кожна з ґраг має певну енергію і створює специфічний вплив на людський розум. Енергії ґраг особливим чином підключаються до аури в момент народження дитини. Ці зв'язки залишаються з людиною на все життя.

## Сила і сприятливість
Сурйа [Сонце], Шані [Сатурн], Мангала [Марс], спадна Чандра [Місяць], Рагу і кету є «згубними»; а решта — повна Чандра [Місяць], Будда [Меркурій], Гуру [Юпітер] і Шукра [Венера] — є «доброчинними». Слово 'Саумйа' може бути переведено як «благотворний», а 'Крура', як правило, інтерпретується як «згубний».
Із 8-го місячного дня (тітхі) до 8-го місячного дня (тітхі) зростаючої вона (Чандра) є згубною і спеціально називається як 'Кшіна-Чандра'. Вона є найслабшою в 14-й і 15-й місячні дні темного (спадної) двотижневого періоду (половини місячного місяця). Із 8-го дня яскравого (зростаючого) періоду до 8-го дня темного (спадної) періоду Чандра є доброчинною.
Якщо Будда [Меркурій] з'єднаний із згубною, то він розглядається як згубна ґрага [планета], якщо ні — він є доброчинним. Якщо він з'єднаний з ґрагами обох типів, він дає змішані результати. Якщо він не з'єднаний ні з якими ґрагами — доброчинний.
Сила і якість прояву ґраг в натальній карті залежить від зодіакального знаку раші.
Градації сили ґраг — * 1. Екзальтація, максимальна сила (Учча)
- 2. Мулатрикона, сильний знак
- 3. Власний знак (Свакшетра)
- 4. Найкращий друг (Адгі Мітра)
- 5. Друг (Мітра)
- 6. Звичайний (Сама)
- 7. Ворог (Сатру)
- 8. Заклятий ворог (Аді Сатру)
- 9. Дебілітація, падіння (Ніча)

- ґрага Власний знак Екз. Деб. Мул.
- Sun Leo 0-10 Aries 10 Libra 0-20 Leo
- Moon Cancer 1-3 Taurus 3 Scorpio 4-30 Taurus
- Mars Aries, Scorp 9-28 Capr 28 Cancer 0-12 Aries
- Mercury Gemini, Virgo 5-15 Virgo 15 Pisces 16-20 Virgo
- Jupiter Sagit, Pis 3-5 Cancer 5 Capricorn 0-10 Sagittarius
- Venus Libra 11-27 Pis 27 Virgo 0-15 Libra
- Saturn Capr, Aqua 6-20 Libra 20 Aries 0-20 Aquarius

## Обряди умиротворення ґраг
Через поклоніння Наваґрагам можна покращити аспекти життя, за які відповідають ґраги в залежності від положення в натальній карті.
В Індії існує багато храмів, присвячених Наваґрагам. Найвідоміші з них — в Гувахаті, Ассам, і в Кумбаконам, Таміл-Наду.
У всіх храмах Шиви на півдні Індії, Наваґрага поміщені в окремий храм (мандапа), на платформі приблизно трьох футів. Виконання Наваґрага Хома вважається також особливо сприятливим дією. Зазвичай пропонують насіння сезаму, рис або будь-які з дев'яти видів зерен, які мають планетарні відповідності. Пропозиція світильника з олією сезаму або насінням сезаму щосуботи особливо важливо для Шані.
Планети, які є не доброзичливими до людини, можуть дати негативний ефект протягом їх періоду або підперіоду, або протягом транзиту. Практично кожен повинен виконати ритуал умиротворення планет — шанті, щоб уникнути несприятливих моментів у житті.
Найпростіший і доступний спосіб проведення Наваґрага-пуджі — це пуджа Навґрага-янтрі або графічному зображенню Навґрага. Також можна використовувати при проведенні пуджі навратна або дев'ять каменів відповідних тій або іншій планеті. Для цього треба розмістити янтру на вівтарі (можна спеціально влаштованому) в неділю або вівторок, полити янтру молоком, водою Гангу і очистити янтру за допомогою чистої води і м'якої тканини. Потім зробити так, щоб дим пахощів і камфори омив янтру, після цього, прикрасити янтру квітами і чотками.
Після всіх цих операцій, звернувшись обличчям на північ або схід, закликати Наваґрага з мантрою
- shri navagrahebhyo namaha

і медитувати на присутність дев'яти планет з молитвою:
- aadhithyaaya cha somaaya mangalaaya bhudhaaya cha

guru sukra sanibhyascha raahave kethave namaha.
Привітання Адітйі (Сонце), Сомі (Місяць), Манґалі (Марс) і Будгі (Меркурій).
Привітання Бріґаспаті (Юпітер) і Шукрі (Венера), Шані (Сатурн), Рагу і Кету.

## Мантри і гімни
- Наваґрага МАНТРА: Мантра для гармонізації всіх планет.

ОМ БРАХМА МУРАРІ СТРИПУРАНТА КАРІ/
БХАНУХ ШАШІ БХУМІСУТО БУДХАШ ЧА/
ГУРУШ ЧА ШУКРАХА ШАНІ РАХУ КЕТАВАХА/
КУРВАНТУ САРВЕ МАМА СУПРАБХАТАМ/
АДІТЬЯЙЯ СОМАЯ МАНГАЛАЙЯ БУДДХАЙЯ/
ЧА ГУРУ ШУКРА ШАНІ БХЬЯШ ЧА РАХАВЕ КЕТАВЕ НАМАХА!/
- Мантри Наваґрага-шакті

```
       Sun – Om Hrim Sum Suryaya Namah/
       Moon – Om Shrim Som Somaya Namah/
       Mars – Om Krim Kum Kujaya Namah/
       Mercury – Om Aim Bum Budhaya Namah/
       Jupiter – Om Strim Brahm Brihaspataye Namah/
       Venus – Om Klim Shum Shukraya Namah/
       Saturn – Om Hlim Sham Shanaye Namah/
       Rahu – Om Dhum Ram Rahave Namah/
       Ketu – Om Hum Kem Ketave Namah/
```

Можливий запис: Hrim — Hreem, Shrim — Shreem, Strim — Streem, Prim — Preem, Klim — Kleem.
```
    Сонце - Хрім, Харана Шакті, сила провести, активізувати, залучати і чарувати.
```

```
    Місяць - Шрім, Шарана Шакті, сила притулку, капітуляції, миру і радості
```

```
    Марс - Крім, Карана Шакті, сила дії, роботи, мотивації і трансформації.
```

```
    Меркурій - Айм, Вачана Шакті, сила артикуляції, називання, направлення і вчення.
```

```
    Юпітер - Стрім, Старана Шакті, сила розширення, розгортання, квітнення і розвитку.
```

```
    Венера - Клім, Кама Шакті, сила любові, захоплення, задоволеності і виконаання.
```

```
    Сатурн - Хлім, Стамбхана Шакті, сила затримки, зупинки, утримуючи, і завершення.
```

```
    Раху - Дхум, Дхавана Шакті, сила затемнення, приховання, захисту і підготовки.
```

```
    Кету - Хум, Хавана Шакті, сила розміщення, жертовності, руйнування і трансформації.
```

Гімн до Верховного Світла
Antarjyoti bahirjyoti pratyagjyoti paratparah Jyotirjyoti swayamjyoti atmajyoti shivosmyaham
«Світло всередині, світло назовні, світло в собі, за межами.
Світло ліхтарів, я сам світло, Я це Світло, Я Шива!»
Наваґрага стотра
- Сонце

Javaa kusuma sankasam kashyapeyam mahadutim
Tamorim sarva paapghnam pranatosmi divakaram
Я молюся Сурї, який сяє як джаваа квітка, нащадок Кашйапи, який знищує всі гріхи, ворог темряви і е найблискучішим.
- Місяць

Dadhi shankha tushaarabham ksheero darnava sambhavam
Namaami shashinam somam shambhor mukuta bhooshanam
Я молюся Сомі у якого прохолодні промені, який нагадує сир і раковину, яка народилася під час як спінення океану молока і хто прикрашає голову Господа Шиви
- Марс

Dharanee garbha sambhootam vidyut kaanti samaprabham
Kumaram shakti hastam tam mangalam pranamamyaham
Я молюся, Мангалі, сину Землі, який світить з блиском блискавок, юний, Той, хто несе в руці спис
- Меркурій

Priyangu kalika shyaamam roopena pratimam budham
Soumyam soumya gunopetam tam budham pranamamyaham
Я молюся, Будха, хто подібний зародку проса, який ніжний за своєю природою і має великі ніжні погляди.
- Юпітер

Devanaam cha rishinaam cha gurum kaanchan sannibhaam
Buddhi bhootam trilokesham tam namaami brihaspatim
Я молюся Бріхаспаті, небесному вчителю, який сяє, як золото серед Деват і Ріші, і який є втіленням інтелекту трьох світів.
- Венера

Hima kundaa mrinalaabham daityanaam paramam gurum
Sarv shastra pravaktaaram bhargavem pranamamyaham
Я молюся, Венері, яка світиться, як пелюстки сніжно-білого жасмину, великий гуру ракшасів, який керує усім навчанням.
- Сатурн

Neelanjana samaabhasam ravi putram yamagrajam
Chaaya martanda sambhootam tam namaami shanaischaram
Я молюся, Шані, який повільно рухається, син Чааї і Сонця, старший брат Ями, який має чорні очні краплі.
- Раху

Ardha Kaayam mahaa veeryam chandraditya vimardhanam
Simhika garbha sambhootam tam rahum pranamaamyaham
Я молюся, Раху, народжений Сімхікою, який має половину тіла і є відмінним воїном, який затьмарює Місяць і Сонце.
- Кету

Palaash pushpa sankaasham taraka graha mastakam
Roudram roudraatmakam ghoram tam ketum pranamaamyaham
Я молюся Кету, який нагадує квітку палааш, чия голова нагадує зірку і хто є жорстким, і страшним.
Наваґрага стотра із Наваґрага гаятрі
1. Japaa Kusuma Sankaasam — Kaasyapeyam Mahaath' Yuthim
Thamo'urim Sarva Paapa Ganam — Pranathosmi Dhiwaakaram
Aswa Dhwajaaya Vidhmahe' — Padhma Hasthaaya Dheemahi
Thannas Soorya Pracho Dhayaath. — [ Sun — Soorya]
2. Dhadhi Sanka Thushaaraabham — Ksheero Dhaarnawa Sambhavam
Namaami Sasinam Somam — Sambhor Makuta Bhooshanam
Padhma Dhwajaaya Vidhmahe' — Hem Roopaaya Dheemahi
Thanno Soma Pracho Dhayaath. — [Moon — Chandran]
3. Dharanee Garbha Sambhootham — Vidhyuth Kaanthi Samaprabham
Kumaaram Sakthi Hasthancha — Mangalam Pranamaam Yaham
Veera Dhwajaaya Vidhmahe' — Vigna Hasthaaya Dheemahi
Thanno Bhowma Pracho Dhayaath — [Mars — Sevvai — Kujan]
4. Piryangu Kali Kaasyaamam — Roope'naa Prathimam Budham
Sowmyam Sowmya Gunopetham — Tham Bhudham Pranamaam Yaham
Gaja Dhwajaya Vidhmahe' — Suka Hasthaaya Dheemahi
Thanno Bhuda Pracho Dhayaath — [ Mercury — Bhuthan]
5. Dhe'vaanaancha Risheenaancha — Gurum Kaanchan Sannibham
Bhudhdhi Bhootham Thrilokesam — Thannamaami Bhruhaspathim
Vrusha Dhwajaaya Vidhmahe' — Gruni Hasthaaya Dheemahi
Thanno Guru Pracho Dhayaath — [Jupitar — Guru]
6. Hima Kundha M'runaalaabam — Dhaithyaanam Paramam Gurum
Sarva Saasthra Pravruththaaram — Bhaargavam Pranamaam Yaham
Aswa Dhwajaaya Vidhmahe' — Dhanur Hasthaaya Dheemahi
Thanno Sukra Pracho Dhayaath — [ Venus — Sukran]
7. Neelaanchana Samaabaasam — Raviputhram Yamaagrajam
Chaayaa Maarthaanda Sambhootham — Thannamaami Sanaicharam
Kaaka Dhwajaaya Vidhmahe' — Kadga Hasthaaya Dheemahi
Thanno Mandha Pracho Dhayaath — [ Saturn — Sani]
8. Ardha Kaayam Mahaaveeryam — Chandhraadhithya Vimardhanam
Simhikaagarba Sambhootham — Tham Raahum Prnamaamyaham
Naka Dhwajaaya Vidhmahe' — Padhma Hasthaaya Dheemahi
Thanno Rahu Pracho Dhayaath — [ Rahu ]
9. Palaasa Pushpa Sankaasam — Thaarakagraha Masthakam
Rowdhram Rowdhraathmakam Go'ram — Tham Kethum PranamaamYaham
Aswa Dhwajaaya Vidhmahe' — Soola Hasthaaya Dheemahi
Thanno Kethu Pracho Dhayaath — [ Kethu ]

## Опис ґраг
| Небесне тіло | Нумерологія | ґрага                   | Правитель             | Вищий правитель               | Знак зодіаку     |
| ------------ | ----------- | ----------------------- | --------------------- | ----------------------------- | ---------------- |
| *Сонце       | 1           | Суря, Адітья, Раві      | Агні, Бог Вогню       | Шива, Сурья-Шанкар, Астамурті | Лев              |
| *Місяць      | 2           | Чандра, Сома            | Апас, Богиня Вод      | Парваті                       | Рак              |
| *Марс        | 9           | Куджа, Мангал, Ангарака | Бхумі, Богиня Землі   | Сканда                        | Овен, Скорпіон   |
| *Меркурій    | 5           | Будха                   | Вішну, Хранитель      | Нарайяна, Махавішну           | Близнюки, Діва   |
| *Юпітер      | 3           | Гуру, Бріхаспаті        | Індра, Цар богів      | Дакшинамурті                  | Стрілець, Риби   |
| *Венера      | 6           | Шукра                   | Індрані, Цариця богів | Махалакшмі                    | Тілець, Терези   |
| *Сатурн      | 8           | Шані                    | Праджапаті            | Яма                           | Козерог, Водолій |
| *Пн. вузол   | 4           | Раху                    | бог змій              | Дурга                         |                  |
| *Півд. вузол | 7           | Кету                    | Читрагупта, Бог Карми | Ганеша та Індра               |                  |

| ґрага                  | Сонце           | Місяць                | Марс            | Меркурій  |
| ---------------------- | --------------- | --------------------- | --------------- | --------- |
| Супутник               | Суварна і Чаайа | Рохіні                | Шактідеві       | Іла       |
| Колір                  | Жовтий          | Білий                 | Червоний        | Зелений   |
| Стать                  | Чол             | Жін                   | Чол             | Нейтрал   |
| Елемент                | Вогонь          | Вода                  | Вогонь          | Земля     |
| Адідевата, душа        | Агні            | Варуна                | Субраманья      | Вішну     |
| Пратіаді девата, розум | Рудра           | Гоурі                 | Муруган         | Нараяна   |
| Метал                  | Мідь            | Срібло                | Латунь          | Цинк      |
| Камінь                 | Рубін           | Перлина/Місяч. камінь | Червоний корал  | Смарагд   |
| Частина тіла           | Кості           | Кров                  | Кістковий мозок | Шкіра     |
| Смак                   | Гострий         | Солоний               | Кислий          | Змішаний  |
| Їжа                    | Пшениця         | Рис                   | Голубиний горох | Боби мунг |
| Сезон                  | Літо            | Зима                  | Літо            | Осінь     |
| Напрям                 | Схід            | ПнЗахід               | Південь         | Північ    |
| День                   | Неділя          | Понеділок             | Вівторок        | Середа    |
| Тон(Свара)             | Ga              | Ma                    | Re              | Sa        |

| ґрага           | Юпітер        | Венера                | Сатурн       | Раху           | Кету         |
| --------------- | ------------- | --------------------- | ------------ | -------------- | ------------ |
| Супутник        | Тара          | Сукіртхі і Урджасваті | Ніладеві     | Сімхі          | Читралекха   |
| Колір           | Золотий       | Білий/Жовтий          | Чорний/Синій | Димчастий      | Димчастий    |
| Стать           | Чол           | Жін                   | Нейтрал      | Жін            | Нейтрал      |
| Елемент         | Ефір          | Вода                  | Повітря      | Повітря        | Земля        |
| Адідевата       | Індра         | Індрані               | Брахма       | Нірріті        | Ганеша       |
| Пратіаді девата | Брахма        | Індра                 | Яма (дева)   | Дурга          | Читрагупта   |
| Метал           | Золото        | Срібло                | Залізо       | Свинець        | Ртуть        |
| Камінь          | Жовтий сапфір | Діамант               | Синій сапфір | Гесоніт        | Котяче око   |
| Частина тіла    | Мозок         | Сперма                | М'язи        | Голова         | Шкіра        |
| Смак            | Солодкий      | Кислий                | Терпкий      | -              | -            |
| Їжа             | Нут (рослина) | Кідней черв. квасоля  | Кунжут       | Урад (рослина) | Кінський біб |
| Сезон           | Зима          | Весна                 | Всі сезони   | -              | -            |
| Напрям          | ПнСхід        | ПдСхід                | Захід        | ПдЗахід        | -            |
| День            | Четвер        | П'ятниця              | Субота       | Субота         | Четвер       |
| Тон (Свара)     | Dha           | Ni                    | Pa           | -              | -            |

| Rahu       | Shukra | Ketu    |
| Brihaspati | Surya  | Chandra |
| Shani      | Budha  | Mangal  |

| Ketu  | Brihaspati | Budha   |
| Shani | Surya      | Shukra  |
| Rahu  | Mangal     | Chandra |